# Lierse SK (piłka nożna kobiet)
Lierse SK – kobieca sekcja belgijskiego klubu piłki nożnej Lierse SK, mający siedzibę w mieście Lier, na północy kraju, występujący w latach 2004–2012 w rozgrywkach Eerste Klasse, a w latach 2012–2015 w nowo powstałej, transgranicznej lidze Belgii i Holandii (BeNe League), a potem w sezonie 2015/16 w Super League. 

## Historia
Chronologia nazw:
- 1986: FC Teamsport Beerse
- 2000: Vlimmeren Sport  – po dołączeniu do Vlimmeren Sport
- 2010: WD [Women's Department] Lierse SK – po dołączeniu do Lierse SK
- 2012: Lierse SK
- 2016: zawieszono działalność

Kobieca drużyna piłkarska FC Teamsport Beerse została założona w mieście Beerse 10 lipca 1986 roku. Początkowo drużyna kobiet rozgrywała jedynie mecze towarzyskie. W 1986 roku klub dołączył do Belgijskiego Związku Piłki Nożnej, otrzymując numer rejestracyjny 2646, i startował w lidze prowincjonalnej Antwerpen. Drużyna w 1996 wygrała mistrzostwo oraz awansowała do Tweede Klasse (D2). Po dwóch latach spadł z powrotem do ligi prowincjalnej.
W lipcu 2000 roku klub przeniósł się do miejscowości Vlimmeren w gminie Beerse, gdzie dołączył do Vlimmeren Sport i stał się jego sekcją dla kobiet, zmieniając nazwę na Vlimmeren Sport. W sezonie 2001/02 została organizowana Derde Klasse (D3), do której zakwalifikował się klub. W pierwszym jej sezonie zespół wygrał jej serię i od razu awansował do Tweede Klasse. Po dwóch latach, w sezonie 2003/04 drużyna wygrała mistrzostwo drugiej ligi, zdobywając historyczny awans do Eerste Klasse (D1). W debiutowym sezonie 2004/05 na najwyższym poziomie zajął 9.miejsce. W kolejnych sezonach plasował się na 8., 3., 6., 6. i 10.pozycjach. 
Klub Lierse SK miał już sekcję żeńską, ale kobieca drużyna A grała tylko w drugiej lidze prowincjonalnej i dlatego potrzebowała jeszcze co najmniej kilka lat, zanim mogłaby ewentualnie dotrzeć do najwyższej ligi. Dlatego w celu fuzji dział kobiecy Vlimmeren Sport został przeniesiony latem 2010 roku do nowo powstałego klubu WD Lierse SK, który dołączył do Belgijskiego Związku Piłki Nożnej pod numerem rejestracyjnym 9545. Zespół zajmował trzecie miejsce w pierwszej lidze w 2011 i 2012. W 2012 roku wcześniej niezależna spółka WD Lierse SK została w pełni zintegrowana z Lierse SK. Odtąd panie grały także jako Lierse SK pod numerem rejestracyjnym 30 (który nosił Lierse SK).
W sezonie 2012/13 drużyna startowała w pierwszych rozgrywkach Women's BeNe League, w której doszło do połączenia belgijskiej First Division i holenderskiej Eredivisie. W debiutowym sezonie zajęła 6.miejsce w lidze, ale została wicemistrzem Belgii, tak jak była drugą najlepszą drużyną belgijską w zjednoczonej lidze. W następnych dwóch sezonach została sklasyfikowana na 9. i 7.pozycji ligowej, otrzymując brązowe i srebrne medale mistrzostw Belgii. Również w 2014/15 po raz pierwszy zdobyła Puchar Belgii. Od sezonu 2015/16 ponownie rozgrywano osobne mistrzostwa Belgii w Super League. W sezonie 2015/16 drużyna znów została wicemistrzem kraju oraz zdobyła drugi raz z rzędu Puchar, ale potem dla pań Lierse wszystko się skończyło: kilka dni po zdobyciu drugiego pucharu pierwsza drużyna została usunięta z Superligi, po pierwszej kolejce sezonu 2016/17 (15 września 2016) ten sam los spotkał drugą drużynę (grającą w Eerste Klasse). Niektóre drużyny młodzieżowe zakończyły sezon.
Mimo dobrych wyników klub w 2016 podjął decyzję o zaprzestaniu prowadzenia sekcji kobiecej. W 2018 kobieca sekcja została odrodzona, ale w związku z pandemią COVID-19 znów została zawieszona, a w 2021 roku ponownie zaczęła funkcjonować.

## Barwy klubowe, strój, herb, hymn
|  |  |

Klub ma barwy żółto-czarne. Piłkarki domowe spotkania zazwyczaj grają w żółtych koszulkach, czarnych spodenkach oraz czarnych getrach.

## Sukcesy

### Trofea międzynarodowe
Do chwili obecnej klub jeszcze nigdy nie zakwalifikował się do rozgrywek europejskich.

### Trofea krajowe
| \| \| Zdobyte trofea w rozgrywkach Belgii (stan na: 31-05-2023) \| |                                                           |      |                                     |
| Rozgrywki                                                          | Osiągnięcie                                               | Razy | Sezon(y)                            |
| Mistrzostwo                                                        | I miejsce                                                 | 0    |                                     |
| Mistrzostwo                                                        | II miejsce                                                | 3    | 2012/13*, 2014/15*, 2015/16         |
| Mistrzostwo                                                        | III miejsce                                               | 4    | 2006/07, 2010/11, 2011/12, 2013/14* |
| Puchar                                                             | zdobywca                                                  | 2    | 2014/15, 2015/16                    |
| Puchar                                                             | finalista                                                 | 2    | 2010/11, 2011/12                    |
| Superpuchar                                                        | zdobywca                                                  | 0    |                                     |
| Superpuchar                                                        | finalista                                                 | 1    | 2012                                |
| II liga                                                            | I miejsce                                                 | 1    | 2003/04                             |
| II liga                                                            | II miejsce                                                | 0    |                                     |
| II liga                                                            | III miejsce                                               | 0    |                                     |
| Belgia                                                             | Zdobyte trofea w rozgrywkach Belgii (stan na: 31-05-2023) |      |                                     |

### Inne trofea
- Derde Klasse:
  - mistrz (1x): 1995/96 (prov.Antwerpen), 2001/02 (gr.B)

## Poszczególne sezony

### Rozgrywki międzynarodowe

#### Europejskie puchary
Klub nigdy nie uczestniczył w rozgrywkach europejskich.

### Rozgrywki krajowe
| \| Belgia \| Bilans występów klubu w rozgrywkach piłkarskich Belgii (Stan na 31 maja 2023 r.) \| \| |                                                                                  |        |       |   |   |   |    |    |     |                      |        |        |      |
| Poziom                                                                                              | Rozgrywki                                                                        | Sezony | Mecze | Z | R | P | B+ | B– | Pkt | Lata                 | Awanse | Spadki | Naj. |
| I                                                                                                   | Eerste Klasse / Super League                                                     | 12     |       |   |   |   |    |    |     | 2004–2016            | 0      | 1      | 2    |
| II                                                                                                  | Tweede Klasse / Eerste Klasse                                                    | 4      |       |   |   |   |    |    |     | 1996–1998, 2002–2004 | 1      | 1      | 1    |
| III                                                                                                 | Derde Klasse / Tweede Klasse                                                     | 4      |       |   |   |   |    |    |     | 1998–2002            | 1      | 0      | 1    |
| | Puchar Belgii                                                                    | 14     |       |   |   |   |    |    |     | od 2002–2016         | 0      | 0      | 1    |
| | Superpuchar Belgii                                                               | 1      |       |   |   |   |    |    |     | 2012                 | 0      | 0      | 2    |
| Belgia                                                                                              | Bilans występów klubu w rozgrywkach piłkarskich Belgii (Stan na 31 maja 2023 r.) |        |       |   |   |   |    |    |     |                      |        |        |      |

## Piłkarki, trenerzy, prezydenci i właściciele klubu

### Trenerzy
...
- 2010–2011:  Ives Serneels
- 201?–2014:  Alex Dierckx
- 09.2014–2016:  Daniel Simmes

## Struktura klubu

### Stadion
Drużyna rozgrywa swoje mecze domowe w Lier na stadionie Herman Vanderpoortenstadion, który może pomieścić 14.538 widzów.

## Kibice i rywalizacja z innymi klubami

### Derby
- KV Mechelen Dames
- Royal Antwerp FC